# ESO 1-8
ESO 1-8 هو اصطدام مجري. وقد اكتشفه جون هيرشل . تبلغ سرعته الشعاعية 2525.4 كيلومتر في الثانية، وتبلغ سرعته الشعاعية 2526 كيلومتر في الثانية.

## روابط خارجية
- ESO 1-8 على موقع ويكي سكاي: DSS2, SDSS, GALEX, IRAS, Hydrogen α, X-Ray, Astrophoto, Sky Map, Articles and images